# Gisenyi
Gisenyi je město v západní Rwandě. V roce 2022 bylo po Kigali druhým nejlidnatějším městem v zemi, když v něm žilo 252 090 obyvatel. Leží na hranici s Demokratickou republikou Kongo v nadmořské výšce 1 481 m n. m. v rwandské Západní provincii. Přes hranici přímo sousedí s konžským městem Goma. 
Vzhledem ke své poloze na jezeře Kivu je místo vyhledávanou turistickou destinací. Problematická je poloha města nedaleko sopky Nyiragongo, která v letech 1977 a 2002 poškodila sousední město Goma, město Gisenyi však v důsledku erupcí zatím poškozeno nebylo. Během rwandské genocidy ve městě sídlila prozatímní vláda.  